# زادروز (آلبوم بیانسه)
زادروز (به انگلیسی: B'Day) آلبومی از هنرمند اهل ایالات متحده آمریکا بیانسه است که در ۴ سپتامبر ۲۰۰۶ منتشر شد.